# Hagai Shaham
Hagai Shaham (* 8. července 1966) je izraelský houslista. Narodil se do hudební rodiny v Haifě a na housle začal hrát ve svých šesti letech; později byla jeho učitelkou například houslistka Ilona Fehér. Shaham roku 2003 založil nadaci věnovanou této houslistce. Roku 1985 byl pozván, aby vystupoval v newyorské síni Carnegie Hall po boku Isaaca Sterna a Pinchase Zukermana. Během své kariéry hrál jako sólista s mnoha tělesy, mezi něž patří například Izraelská filharmonie, Slovenská filharmonie či BBC Philharmonic. V Česku spolupracoval například s Pražskou komorní filharmonií. Rovněž se věnuje pedagogické činnosti hudební škole na Telavivské univerzitě. Jeho mladší sestrou je operní pěvkyně Rinat Shaham.